# Lluna a la ficció

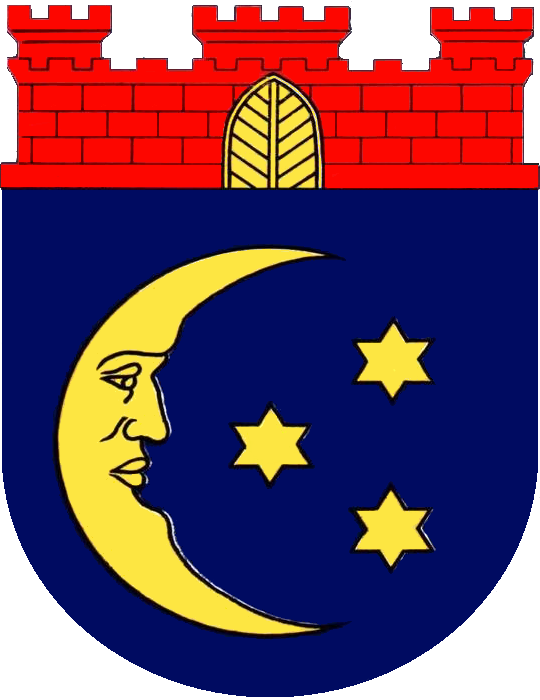
La lluna en l'escut d'armes de Grabow, Alemanya.

La Lluna ha estat objecte de nombroses obres d'art i literatura, com també la inspiració per a molts altres gèneres artístics. És un adorn en les arts visuals, les arts interpretatives, la poesia, la prosa i la música.
Íthil és el nom que l'escriptor britànic J. R. R. Tolkien dona a la Lluna a la mitologia del seu legendarium. Segons aquesta mitologia, la Lluna, així com el Sol (que s'anomena Ànar) és creada després de la destrucció dels Dos Arbres de Vàlinor i dipositada als cels per Tilion, fet que donà pas a la Primera Edat. La Lluna ascendí en un primer moment sobre Vàlinor, per l'oest del món, però després Varda decidí canviar-ho i des d'aleshores Íthil aparegué cada nit per l'est com encara ho fa als temps actuals. La Lluna és un objecte molt important a la vida de la Terra Mitjana, segons Tolkien. Això es manifesta per exemple en el nom de l'hereter d'Eléndil, Ísildur, que significa «Servent de la Lluna». Ísildur habitava a la ciutat de Minas Íthil, el nom de la qual significa «Torre de la Lluna».

## Primeres representacions
La Lluna ha estat un escenari en la ficció almenys des de les obres dels escriptors grecs antics Antoni Diògenes i Llucià de Samosata; Viatge més enllà de Thule del primer s'ha perdut i la Història vertadera del segon, del segle II d. C. és una sàtira de contes de viatgers fantàstics. No va ser fins que la novel·la de Johannes Kepler Somnium es va publicar pòstumament el 1634 que el tema del viatge a la Lluna va rebre un tractament seriós a la ficció. A partir dels pensaments de Kepler i d'especulacions similars de Francis Bacon sobre volar a la Lluna a la seva obra de 1627 Sylva sylvarum, Francis Godwin va ampliar la idea a la novel·la de 1638 The Man in the Moone. Al llarg dels segles següents, nombrosos autors van escriure obres serioses o satíriques que descriuen viatges a la Lluna, inclosa la novel·la de Cyrano de Bergerac Histoire comique des États et empires de la Lune que va ser publicada pòstumament el 1657, la novel·la de Daniel Defoe de 1705 The Consolidator, el conte de Edgar Allan Poe de 1835 "The Unparalleled Adventure of One Hans Pfaall", la sèrie de diaris de 1835 anomenada "Great Moon Hoax" de Richard Adams Locke, la novel·la de Jules Verne de 1865 De la Terra a la Lluna, i la novel·la de H. G. Wells de 1901 Els primers homes a la lluna. La novel·la de George Griffith de 1901 A Honeymoon in Space té lloc a la Lluna i potser és la primera representació d'un vestit espacial a la ficció. La primera pel·lícula de ciència-ficció, Le voyage dans la lune de Georges Méliès en 1902, representa un viatge lunar.

## Vida a la Lluna

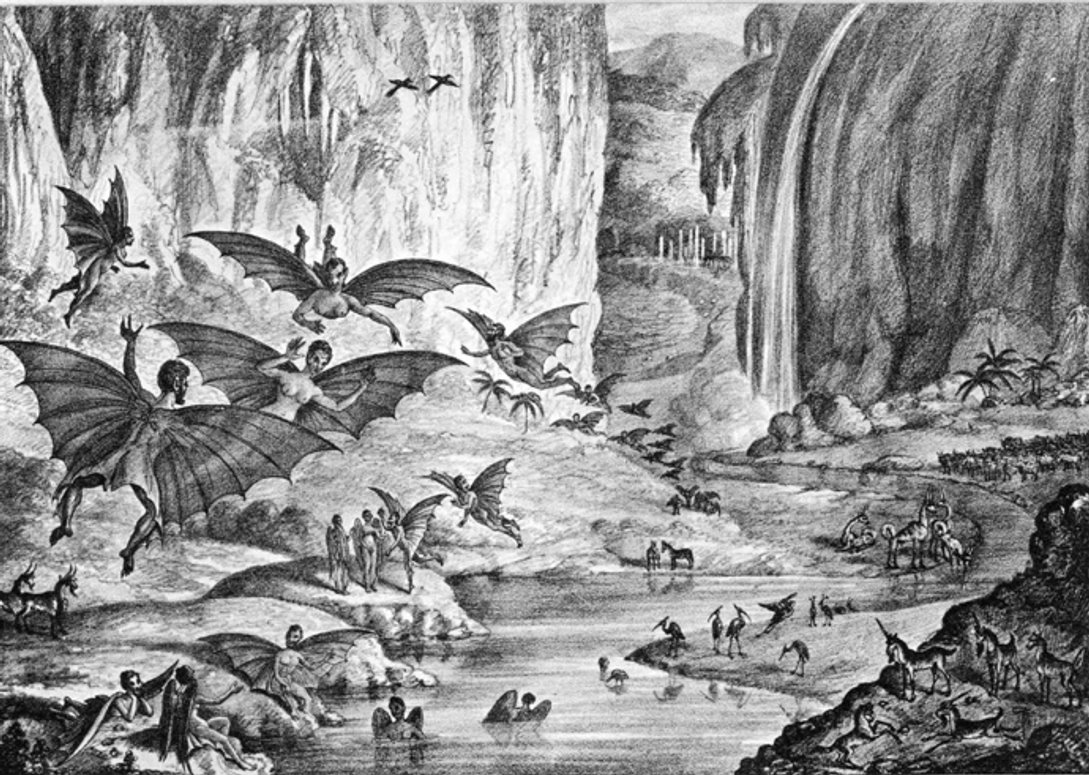
La vida a la Lluna tal com es mostra a la "Great Moon Hoax"

A la darrera part del 1800, estava clar que la Lluna estava desproveïda de vida, per la qual cosa les representacions de les formes de vida lunars i les societats no tenien credibilitat. Una conseqüència d'això va ser que establir històries a Mart va augmentar en popularitat. Diversos autors eludeixen el problema col·locant la vida lunar sota la superfície de la Lluna, com Wells a l'esmentat The First Men in the Moon i Edgar Rice Burroughs a la novel·la de 1926 The Moon Maid. Altres limiten la vida lunar al passat, ja sigui que representen les restes d'una civilització lunar que s'ha extingit com la sèrie de 1887-1893 de W. S. Lach-Szyrma "Letters from the Planets" (seqüela de la novel·la de 1883 Aleriel, or A Voyage to Other Worlds), la novel·la de Edgar Fawcett de 1895 The Ghost of Guy Thyrle, i l'esmentada A Honeymoon in Space, o viatjar en el temps al passat per trobar-se vida lunar com en el conte de 1932 "The Moon Era" de Jack Williamson. Algunes obres també situen la vida lunar únicament a la cara oculta de la Lluna. A la novel·la de 1977 Inherit the Stars de James P. Hogan, es troba a la Lluna un antic esquelet humà amb un vestit espacial, que va conduir al descobriment que la humanitat no es va originar a la Terra.
La vida que s'ha representat a la Lluna varia en grandària des dels mol·luscs intel·ligents del conte de Raymond Z. Gallun de 1931 "The Lunar Chrysalis" fins als gegants de l'esmentat The Man in the Moone de Godwin. El "Great Moon Hoax" presenta humanoides semblants a ratpenats, que segons el seu autor Richard Adams Locke pretenia satirizar la creença aleshores popular que la Lluna era la llar de civilitzacions avançades. La representació més antiga de la vida a la Lluna a la "Història veritable" de Llucià incloïa voltors de tres caps i ocells vegetals. La cara visible de la Lluna al Somnium de Kepler està habitada per la vida lunar semblant a l'ésser humà més antiga de la ficció, mentre que la cara oculta està habitada per criatures serpentines. Basant-se en consideracions exobiològiques, Kepler va proporcionar ambdues adaptacions al cicle d'un mes de dia i nit a la Lluna. El conte de 1938 "Magician of Dream Valley" de Raymond Z. Gallun retrata la vida basada en l'energia a la Lluna, igual que el conte de 1960 "The Trouble with Tycho" de Clifford D. Simak. La missió titular de la pel·lícula de 2011 Apollo 18 és un projecte secret per investigar la vida alienígena en forma de roques lunars.

## Alunizatges

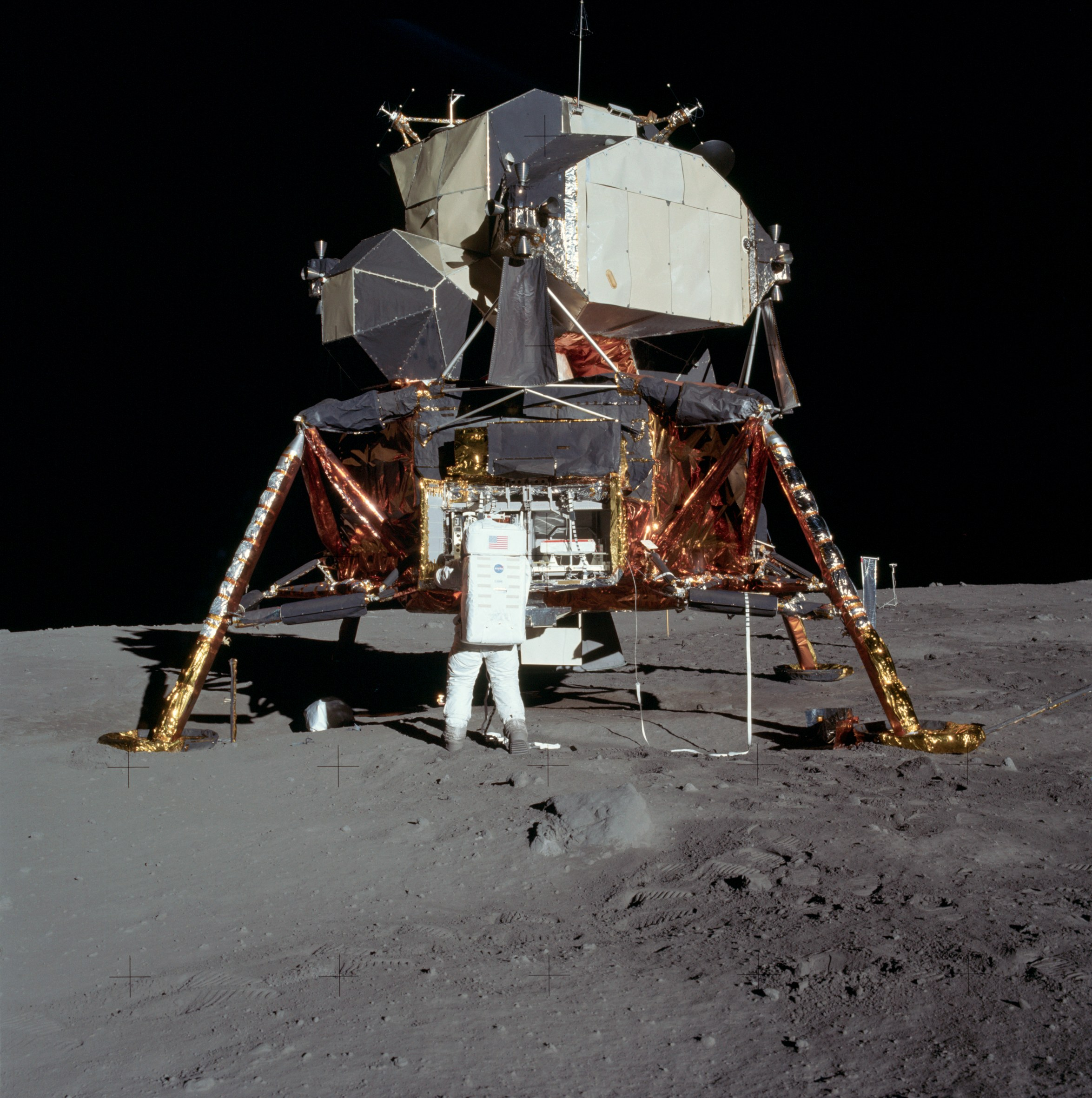
L'èxit de l'Apollo 11 va marcar el final de les històries de ciència-ficció sobre el primer aterratge a la Lluna.

Després del final de la Segona Guerra Mundial, van aparèixer diverses obres literàries que representen les visions dels autors de ciència-ficció sobre el primer allunatge. Entre aquests hi havia el conte de Robert A. Heinlein de 1950 "The Man Who Sold the Moon" sobre un empresari que busca finançar l'empresa, la novel·la de Lester del Rey de 1956 Mission to the Moon, i la novel·la de Pierre Boulle de 1964 Garden on the Moon on el primer aterratge a la Lluna és del Japó i intencionadament un viatge d'anada de manera que no cal dissenyar cap mètode per tornar els astronautes a la Terra. Una de les darreres històries d'aquest tipus va ser la novel·la de William F. Temple de 1966 Shoot at the Moon; després del primer alunizament real de l'Apollo 11 el 1969, les històries de primers alunizatges ficticis van caure en desgracia per ser reemplaçades per històries de colonització lunar.
Els primers alunizatges ficticis també van aparèixer al cinema en aquesta època. Alguns exemples inclouen la pel·lícula de 1950 Destination Moon que preveu el primer aterratge a la Lluna com una empresa del sector privat. i la pel·lícula de 1968 Countdown que reutilitza la idea d'arribar a la Lluna més ràpidament en no esperar fins que sigui factible un viatge de tornada de Garden on the Moon.

## Colonització de la Lluna

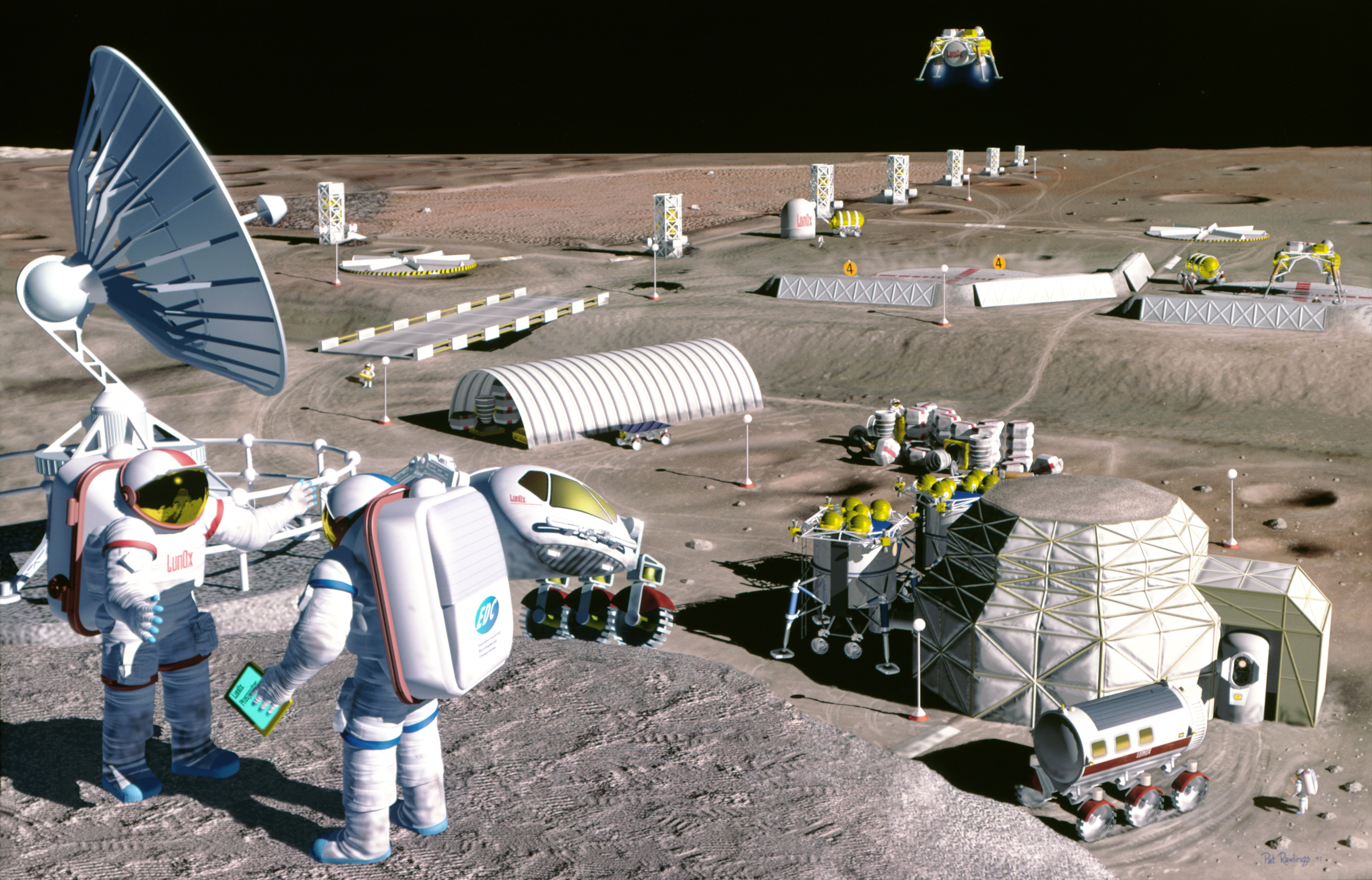
Una colònia lunar tal com la preveu la NASA

La colonització de la Lluna està representada a la sèrie de Joe Kenmore de la dècada de 1950 de Murray Leinster que comença amb la novel·la Space Platform, la novel·la de Larry Niven de 1980 The Patchwork Girl, i la novel·la de Roger MacBride Allen de 1988 Farside Cannon, entre d'altres. Les colònies lunars són de vegades l'últim refugi de la humanitat quan la Terra ja no és habitable, com en el conte d'Arthur C. Clarke de 1951 "If I Forget Thee, Oh Earth" on la Terra ha sucumbit a l'holocaust nuclear i la novel·la de 1998 de Stephen Baxter Moonseed on la Terra és destruïda per una nanotecnologia alienígena de la mateixa Lluna. La Lluna està terraformada en un grapat d'obres, inclosa la novel·la de 1991 Reunion de John Gribbin i Marcus Chown.
Els residents de les colònies lunars sovint busquen la independència de la Terra. La novel·la de 1931 The Birth of a New Republic de Jack Williamson i Miles J. Breuer adapta la història de la Guerra Revolucionària Americana a la superfície lunar. A la novel·la de Heinlein de 1966 The Moon Is a Harsh Mistress, els presoners d'una colònia penal a la Lluna es revolten. A la novel·la de 1997 Moonwar de Ben Bova, la proposta és rebutjada per la Terra per la base que la Lluna no és autosuficient sinó que es basa en recursos importats de la Terra. Les colònies lunars també s'utilitzen com a bases militars en diverses obres. La novel·la de Heinlein de 1947 Rocket Ship Galileo—sobre la qual cosa l'esmentada Destination Moon va tenir una base vaga— representa el descobriment d'una colònia secreta de l'Alemanya nazi a la Lluna a l'arribada del que fins aleshores es pensava que era el primer aterratge lunar tripulat. La novel·la de Leinster de 1957 City on the Moon retrata una base de míssils nuclears dels EUA a la Lluna que funciona com a element dissuasiu, igual que la novel·la d'Allen Steele de 1996 com a història alternativa The Tranquility Alternative.
L'estructura social i la governança de les colònies lunars de ficció varien. Heinlein en l'esmentat anteriorment The Moon Is a Harsh Mistress i la seva novel·la de 1985 The Cat Who Walks Through Walls retrata societats lunars basades en ideals llibertaris com el capitalisme laissez-faire, mentre que la novel·la de 1992 Steel Beach de John Varley representa una societat de postescassetat on l'autoritat central garanteix tant llocs de treball per a tots els que vulguin treballar com l'accés a necessitats com ara aire, menjar i calefacció. A la trilogia de novel·les de Nancy Holder de 1998–2000 que comença amb The Six Families, les famílies del crim organitzat competeixen pel control. La Lluna és una destinació turística a la novel·la de 1961 de Clarke A Fall of Moondust. La primera colònia lunar permanent lluita amb mals socials com l'addicció a les drogues al conte de 1973 "Luna 1" d'Ernest H. Taves, i el conte de 1957 "The Lineman" de Walter M. Miller Jr. proporciona un exemple rar de considerar els possibles efectes de la gravetat més baixa de la Lluna sobre la reproducció humana i el desenvolupament infantil. La colònia lunar a la novel·la de 1991 Lunar Descent d'Allen Steele està habitada per treballadors manuals dedicats a la mineria espacial per extreure recursos de la superfície lunar.